# Расмуссен, Мортен
Мо́ртен Ни́колас Ра́смуссен (дат. Morten Nicolas Rasmussen; род. 31 января 1985, Копенгаген) — датский футболист. Нападающий. Выступал за сборной Дании.
В 2003 году футболист был назван «Лучшим молодым игроком» сезона по версии Датского футбольного союза.

## Ранние годы
Мортен родился в столице Дании — Копенгагене. Жил там до двухлетнего возраста, когда его родители переехали в Тилст — пригород второго по величине города Дании, Орхуса.

## Клубная карьера

### «Орхус»
Свою карьеру Расмуссен начал в клубе «Орхус». В это время его и прозвали «Данканом» из-за схожести по действиям на поле с бывшим нападающим сборной Шотландии Данканом Фергюсоном, хотя сам Мортен заявлял тогда, что ему никогда не нравилась манера игры форварда «тартановой армии». С этих пор Расмуссена в Дании зовут больше по прозвищу, чем по имени.
В январе 2002 года датчанин подписал свой первый в карьере профессиональный контракт с «Орхусом», соглашение было заключено сроком на три года. Дебют Мортена в составе «белых» пришёлся на 12 мая этого же года, когда его команда встречалась в рамках чемпионата Дании с командой «Люнгбю». Через четыре дня Расмуссен забил свой первый гол за «Орхус» — произошло это в матче с «Силькеборгом». За первую половину следующего сезона Мортен поразил ворота соперников дважды в пятнадцати играх чемпионата, после чего заключил с клубом новый пятилетний контракт.
Следующие три года выдались неудачными для Расмуссена — он забил всего 17 мячей в 82 играх датского первенства. Тем не менее в сезоне 2005/06 Мортен вновь вернул свои бомбардирские качества — за первую половину чемпионата в 19 играх он поразил ворота соперников десять раз, включая серию, когда он отличился шесть раз в пяти матчах. Незадолго до открытия зимнего трансферного окна 2005 года руководство «Орхуса» вследствие непростой финансовой ситуации в клубе решило продать молодого футболиста, Мортен был выставлен за трансфер, сумма которого составляла десять миллионов датских крон. Новый работодатель для Расмуссена нашёлся быстро — им стал «Брондбю». Всего в составе «Орхуса» Мортон провёл 103 матча чемпионата Дании, забив 28 голов.

### «Брондбю»
С «Брондбю», защищавшим в то время титул чемпиона Дании, Мортен подписал пятилетний контракт. Сумма сделки с «Орхусом» составила 12 миллионов датских крон. В «Брондбю» Расмуссен был призван заменить перешедшего в испанский «Реал Сосьедад» Мортена Скоубо. В дебюте за свою новую команду датчанин получил травму из-за которой пропустил значительную часть сезона. Всего в сезоне 2005/06 в составе «Брондбю» он сыграл шесть матчей и забил один гол.
Следующий футбольный год Расмуссен начал более удачно — три мяча в шести встречах. В августе 2006 года он снова получил травму, от которой оправился лишь в феврале следующего года и до конца сезона, забив 15 голов в 13 матчах, он выиграл с «Брондбю» Кубок Королевской лиги.
До марта 2008 года, когда Мортен вновь травмировался, он провёл в чемпионате Дании 2007/08 19 игр, забив 7 мячей. В том же сезоне он помог своей команде стать победителем национального Кубка.
Следующий футбольный год Расмуссен наконец-то отыграл без каких-либо значительных повреждений, девять раз поразив ворота соперников в 25 встречах.
Проведя удачно первую половину сезона 2009/10, в которой он, вновь обретя скорострельность, отличился 12 раз в 15 играх, датчанин стал объектом повышенного внимания со стороны шотландского клуба «Селтик».

### «Селтик»
25 января 2010 года Мортен прибыл в Глазго для переговоров по контракту с «Селтиком» и прохождения медицинского осмотра. Соглашение датчанина с шотландцами сроком на три с половиной года было заключено на следующий день. Расмуссен так прокомментировал это событие:
Моя карьера развивается по нарастающей — начинал я в маленьком клубе «Орхус», затем сменил его на команду побольше — «Брондбю». Переход в «Селтик» — это несомненно следующий шаг вперёд для меня.
На время своих выступлений за «кельтов» Мортен решил отказаться от своего прозвища, «Данкан», чтобы не вызывать у фанатов «бело-зелёных» противоречивые чувства.
Дебют Расмуссена в составе «кельтов» состоялся 27 января 2010 года в матче, где его команда встречалась с «Хибернианом». В этой встрече Мортен вышел на замену на 60-й минуте игры вместо Йоргоса Самараса. Спустя три дня датчанин забил свой первый гол за новый клуб, поразив ворота «Гамильтон Академикал». В своей третьей игре за «Селтик» Расмуссен вновь праздновал успех — на этот раз в матче Кубка Шотландии он забил гол «Данфермлин Атлетик». 17 апреля этого же года точный удар Мортена принёс победу «кельтам» над «Хибернианом» — 3:2.

### «Майнц 05»
19 августа 2010 года Расмуссен был отдан в аренду с правом выкупа трансфера футболиста по её завершении в клуб немецкой Бундеслиги — «Майнц 05».
Через три дня Мортен дебютировал в составе своей новой команды в поединке чемпионата Германии со «Штутгартом». Игра у датского новобранца «Майнца» удалась — на 47-й минуте поединка Расмуссен поразил ворота «швабов», установив окончательный счёт матча: 2:0 в пользу клуба из земли Рейнланд-Пфальц. В своём втором матче за «карнавальных» датчанин вновь отличился забитым голом — на этот раз с его ударом не смог справиться голкипер «Вольфсбурга», Диего Бенальо. Сам Расмуссен прокомментировал свои первые впечатления в Германии и клубе, как «фантастические». Тем не менее далее Мортен прочно осел на скамейке запасных «Майнца», поучаствовав до конца 2010 года ещё всего лишь в трёх играх.
В начале декабря 2010 года спортивный директор «карнавальных» Кристиан Хейдель в одном интервью заявил, что клуб не станет выкупать права на форварда, так как он «не вписывается в стиль игры команды».

### «Ольборг»
В феврале 2011 года аренда Расмуссена в «Майнце» прервана по взаимному согласию сторон. Руководство «Селтика», рассмотрев варианты дальнейшего продолжения карьеры Мортена, отдало форварда до конца сезона 2010/11 в датский клуб «Ольборг». 5 марта Расмуссен дебютировал за свою новую временную команду, проведя полный матч против «Силькеборга». 17 апреля Мортен открыл личный счёт забитым мячам в «Ольборге», поразив ворота своего бывшего клуба «Брондбю». В следующих четырёх матчах чемпионата Дании Расмуссен отличился ещё пять раз, забив по голу командам «Раннерс», «Мидтъюлланн» и «Люнгбю», между чем, оформив «дубль» в поединке с «Норшелланном». Всего за «Ольборг» Мортен сыграл 14 встреч, забил шесть мячей.

### «Сивасспор»
В сентябре 2011 года Расмуссен декабря того же года был ссужен представителю турецкой Суперлиги «Сивасспору». 11 сентября датчанин впервые вышел на поле в официальном поединке за «храбрых» — в тот день в рамках первого тура чемпионата Турции сезона 2011/12 сивасский коллектив встречался с «Карабюкспором». В своём третьем матче за «Сивасспор», коим стала встреча против «Анкарагюджю» форвард впервые отличился голом на турецкой земле, причём точный результативный удар Мортена принёс победу его команде со счётом 2:1. Уже в следующей игре Расмуссен вышел в основном составе «храбрых» и отметился «дублем» в ворота «Бурсаспора». По окончании срока аренды датчанин вернулся в Глазго.

### «Мидтъюлланн»
«Кельтский» отрезок карьеры Мортена закончился в августе 2012 года, когда он вернулся на родину, где заключил 4-летнее соглашение о сотрудничестве с командой «Мидтъюлланн». 5 августа Расмуссен впервые защищал цвета «волков» в официальной встрече — соперником его клуба был «Раннерс». 2 декабря Мортен забил свой дебютный гол за «Мидтъюлланн», отличившись в поединке с «Силькеборгом».

### Клубная статистика
| Клуб                   | Сезон                  | Чемпионат | Чемпионат | Кубок | Кубок | Кубок Лиги | Кубок Лиги | Королевская лига | Королевская лига | Еврокубки | Еврокубки | Итого | Итого |
| Клуб                   | Сезон                  | Игры      | Голы      | Игры  | Голы  | Игры       | Голы       | Игры             | Голы             | Игры      | Голы      | Игры  | Голы  |
| ---------------------- | ---------------------- | --------- | --------- | ----- | ----- | ---------- | ---------- | ---------------- | ---------------- | --------- | --------- | ----- | ----- |
| Орхус                  | 2001/02                | 2         | 1         | —     | —     | —          | —          | —                | —                | —         | —         | 2     | 1     |
| Орхус                  | 2002/03                | 28        | 5         | —     | —     | —          | —          | —                | —                | —         | —         | 28    | 5     |
| Орхус                  | 2003/04                | 26        | 4         | —     | —     | —          | —          | —                | —                | —         | —         | 26    | 4     |
| Орхус                  | 2004/05                | 28        | 8         | —     | —     | —          | —          | —                | —                | —         | —         | 28    | 8     |
| Орхус                  | 2005/06                | 19        | 10        | —     | —     | —          | —          | —                | —                | —         | —         | 19    | 10    |
| Всего за «Орхус»       | Всего за «Орхус»       | 103       | 28        | 0     | 0     | 0          | 0          | 0                | 0                | 0         | 0         | 103   | 28    |
| Брондбю                | 2005/06                | 6         | 1         | 1     | 0     | —          | —          | 3                | 1                | —         | —         | 10    | 2     |
| Брондбю                | 2006/07                | 19        | 15        | —     | —     | —          | —          | 5                | 1                | 4         | 0         | 28    | 16    |
| Брондбю                | 2007/08                | 19        | 7         | 2     | 1     | —          | —          | —                | —                | —         | —         | 21    | 8     |
| Брондбю                | 2008/09                | 25        | 9         | 4     | 1     | —          | —          | —                | —                | 5         | 2         | 34    | 12    |
| Брондбю                | 2009/10                | 15        | 12        | 1     | 0     | —          | —          | —                | —                | 2         | 1         | 18    | 13    |
| Всего за «Брондбю»     | Всего за «Брондбю»     | 84        | 44        | 8     | 2     | 0          | 0          | 8                | 2                | 11        | 3         | 111   | 51    |
| Селтик                 | 2009/10                | 10        | 2         | 3     | 1     | —          | —          | —                | —                | —         | —         | 13    | 3     |
| Всего за «Селтик»      | Всего за «Селтик»      | 10        | 2         | 3     | 1     | 0          | 0          | 0                | 0                | 0         | 0         | 13    | 3     |
| Майнц 05               | 2010/11                | 5         | 2         | —     | —     | —          | —          | —                | —                | —         | —         | 5     | 2     |
| Всего за «Майнц 05»    | Всего за «Майнц 05»    | 5         | 2         | 0     | 0     | 0          | 0          | 0                | 0                | 0         | 0         | 5     | 2     |
| Ольборг                | 2010/11                | 14        | 6         | —     | —     | —          | —          | —                | —                | —         | —         | 14    | 6     |
| Всего за «Ольборг»     | Всего за «Ольборг»     | 14        | 6         | 0     | 0     | 0          | 0          | 0                | 0                | 0         | 0         | 14    | 6     |
| Сивасспор              | 2011/12                | 11        | 3         | —     | —     | —          | —          | —                | —                | —         | —         | 11    | 3     |
| Всего за «Сивасспор»   | Всего за «Сивасспор»   | 11        | 3         | 0     | 0     | 0          | 0          | 0                | 0                | 0         | 0         | 11    | 3     |
| Мидтъюлланн            | 2012/13                | 20        | 2         | —     | —     | —          | —          | —                | —                | 1         | 0         | 21    | 2     |
| Всего за «Мидтъюлланн» | Всего за «Мидтъюлланн» | 20        | 2         | 0     | 0     | 0          | 0          | 0                | 0                | 1         | 0         | 21    | 2     |
| Всего за карьеру       | Всего за карьеру       | 247       | 87        | 11    | 3     | 0          | 0          | 8                | 2                | 12        | 3         | 278   | 95    |

(откорректировано по состоянию на 29 марта 2013)

## Сборная Дании
В 2001 году Расмуссен дебютировал за сборную Дании для игроков до 16 лет, забив три гола в трёх играх. Мортен представлял свою страну на чемпионате Европы 2002 года среди юношей семнадцатилетнего возраста. На этом турнире Расмуссен в четырёх матчах шесть раз поражал ворота соперников, включая пять голов в матче датчан с финнами. Всего за сборную этого возраста он забил 17 голов в 19 матчах. В сентябре этом же года Мортен был призван под знамёна юношеской национальной сборной. Проведя в её составе 11 матчей и забив шесть мячей, по итогам 2003 года он был назван «Лучшим молодым игроком» по версии Датского футбольного союза.
3 сентября 2004 года, в возрасте 19 лет, Расмуссен дебютировал в молодёжной сборной. Мортен помог своей команде успешно пройти квалификацию к европейскому первенству 2006 года среди молодёжных команд, забив в отборочных играх восемь голов. Тем не менее, в финальных играх турнира он был вынужден уступить своё место в стартовом составе датчан Никласу Бендтнеру, выходя лишь на замену.
22 мая 2007 года Мортен был впервые вызван в состав первой сборной Дании на отборочные матчи к чемпионату Европы 2008 против Швеции и Латвии. В этих играх он оставался на скамейке запасных.
11 октября 2008 года Расмуссен в первый раз вышел на поле в матче сборной Дании. Произошло это во встрече скандинавов с Мальтой в рамках отборочного турнира к мировому чемпионату 2010. В январе 2010 года Расмуссен вошёл в состав сборной игроков датской Суперлиги, участвовавшей на международном турнире Кубок короля в Таиланде под руководством главного тренера первой национальной сборной Мортена Ольсена. «Данкан» забил на этом соревновании один гол — в победном матче с Польшей, который закончился со счётом 3:1.
10 мая 2010 года Расмуссен был включён в число запасных предварительного состава датской сборной на чемпионат мира 2010, однако в финальную заявку национальной команды на мундиаль футболист не попал.
12 октября того же года Мортен забил свой первый гол за скандинавскую сборную — случилось это в отборочном поединке к европейскому первенству 2012 года против Кипра. Финальный счёт матча — 2:0 в пользу датской команды.

### Матчи и голы за сборную Дании
| № | Дата            | Место                             | Оппонент         | Счёт | Голы Расмуссена | Соревнование                                      |
| 1 | 11 октября 2008 | «Паркен», Копенгаген, Дания       | Мальта           | 3:0  | —               | Отборочный матч чемпионата мира по футболу 2010   |
| 2 | 14 ноября 2009  | «Блу Уотер Арена», Эсбьерг, Дания | Республика Корея | 0:0  | —               | Товарищеский матч                                 |
| 3 | 18 ноября 2009  | «NRGi Арена», Орхус, Дания        | США              | 3:1  | —               | Товарищеский матч                                 |
| 4 | 12 октября 2010 | «Паркен», Копенгаген, Дания       | Кипр             | 2:0  | 1               | Отборочный матч чемпионата Европы по футболу 2012 |
| 5 | 17 ноября 2010  | «NRGi Арена», Орхус, Дания        | Чехия            | 0:0  | —               | Товарищеский матч                                 |

Итого: 5 матчей / 1 гол; 3 победы, 2 ничьи, 0 поражений.
(откорректировано по состоянию на 17 ноября 2010)

### Сводная статистика игр/голов за сборную
| Сборная          | Год              | Отборочные матчи ЧМ | Отборочные матчи ЧМ | Финальные матчи ЧМ | Финальные матчи ЧМ | Отборочные матчи ЧЕ | Отборочные матчи ЧЕ | Финальные матчи ЧЕ | Финальные матчи ЧЕ | Товарищеские матчи | Товарищеские матчи | Итого | Итого |
| Сборная          | Год              | Игры                | Голы                | Игры               | Голы               | Игры                | Голы                | Игры               | Голы               | Игры               | Голы               | Игры  | Голы  |
| ---------------- | ---------------- | ------------------- | ------------------- | ------------------ | ------------------ | ------------------- | ------------------- | ------------------ | ------------------ | ------------------ | ------------------ | ----- | ----- |
| Дания            | 2008             | 1                   | 0                   | —                  | —                  | —                   | —                   | —                  | —                  | —                  | —                  | 1     | 0     |
| Дания            | 2009             | —                   | —                   | —                  | —                  | —                   | —                   | —                  | —                  | 2                  | 0                  | 2     | 0     |
| Дания            | 2010             | —                   | —                   | —                  | —                  | 1                   | 1                   | —                  | —                  | 1                  | 0                  | 2     | 1     |
| Всего за карьеру | Всего за карьеру | 1                   | 0                   | 0                  | 0                  | 1                   | 1                   | 0                  | 0                  | 3                  | 0                  | 5     | 1     |

(откорректировано по состоянию на 17 ноября 2010)

## Достижения

### Командные
«Брондбю»
- Победитель Королевской лиги: 2007
- Обладатель Кубка Дании: 2008

### Личные
- Лучший молодой игрок сезона по версии Датского футбольного союза: 2003